# Franz Mestán
Franz Mestán (* 1. April 1865 in Hlinsko v Čechách, Königreich Böhmen; † 21. Februar 1941 in Krems an der Donau) war ein katholischer Geistlicher und Vorkämpfer der Esperanto-Bewegung.